# Fußball-Weltmeisterschaft 2006/Gruppe G
Resultate der Gruppe G der Fußball-Weltmeisterschaft 2006:
| Pl. | Land       | Sp. | S | U | N | Tore    | Diff. | Punkte |
| --- | ---------- | --- | - | - | - | ------- | ----- | ------ |
| 1.  | Schweiz    | 3   | 2 | 1 | 0 | 004:000 | +4    | 07     |
| 2.  | Frankreich | 3   | 1 | 2 | 0 | 003:100 | +2    | 05     |
| 3.  | Südkorea   | 3   | 1 | 1 | 1 | 003:400 | −1    | 04     |
| 4.  | Togo       | 3   | 0 | 0 | 3 | 001:600 | −5    | 0      |

## Südkorea – Togo 2:1 (0:1)
| Südkorea                                                                      | Südkorea | Togo | Togo | Aufstellung                     |
| ----------------------------------------------------------------------------- | --- | --- | ---- | ------------------------------- |
| Südkorea                                                                      | \| Dienstag, 13. Juni 2006 um 15:00 Uhr in Frankfurt am Main (Commerzbank-Arena) \| \| Zuschauer: 48.000 (ausverkauft) \| \| Schiedsrichter: Graham Poll ( England) \| \| Spielbericht \|                                                       | \| Dienstag, 13. Juni 2006 um 15:00 Uhr in Frankfurt am Main (Commerzbank-Arena) \| \| Zuschauer: 48.000 (ausverkauft) \| \| Schiedsrichter: Graham Poll ( England) \| \| Spielbericht \| | Togo | Aufstellung Südkorea gegen Togo |
| Südkorea                                                                      | Lee Woon-jae – Choi Jin-cheul, Kim Young-chul, Kim Jin-kyu (46. Ahn Jung-hwan) – Song Chong-gug, Lee Ho, Lee Eul-yong (68. Kim Nam-il), Lee Young-pyo – Park Ji-sung, Lee Chun-soo – Cho Jae-jin (83. Kim Sang-shik) Cheftrainer: Dick Advocaat | Kossi Agassa – Massamasso Tchangaï, Jean-Paul Abalo , Daré Nibombé, Ludovic Assemoassa (62. Richmond Forson) – Alaixys Romao – Yao Junior Sènaya (55. Assimiou Touré), Mamam Cherif Touré, Moustapha Salifou (86. Yao Aziawonou) – Mohamed Kader, Emmanuel Adebayor Cheftrainer: Otto Pfister ( Deutschland) | Togo | Aufstellung Südkorea gegen Togo |
| Südkorea                                                                      | 1:1 Lee C. S. (54.) 2:1 Ahn J. H. (72.) | 0:1 Kader (33.) | Togo | Aufstellung Südkorea gegen Togo |
| Südkorea                                                                      | Kim Y. C. (41.), Lee C. S. (51.) | Abalo (23.), Romao (24.), Tchangai (90.+2') | Togo | Aufstellung Südkorea gegen Togo |
| Südkorea                                                                      | Abalo (53., wiederholtes Foulspiel) | | Togo | Aufstellung Südkorea gegen Togo |
| Südkorea                                                                      | - es war der erste WM-Sieg Südkoreas im Ausland | - dieses Spiel war die erste Partie Togos bei einer Weltmeisterschaft | Togo | Aufstellung Südkorea gegen Togo |
| Südkorea                                                                      | Spieler des Spiels: Ahn Jung-Hwan (Südkorea) | | Togo | Aufstellung Südkorea gegen Togo |
| Dienstag, 13. Juni 2006 um 15:00 Uhr in Frankfurt am Main (Commerzbank-Arena) | | |      |                                 |
| Zuschauer: 48.000 (ausverkauft)                                               | | |      |                                 |
| Schiedsrichter: Graham Poll ( England)                                        | | |      |                                 |
| Spielbericht                                                                  | | |      |                                 |

Besonderheiten:
- Beim Spielen der Nationalhymnen wurde aus Versehen für Togo die Hymne von Südkorea gespielt. Die FIFA musste sich offiziell entschuldigen.

## Frankreich – Schweiz 0:0
| Frankreich                                                                   | Frankreich | Schweiz | Schweiz | Aufstellung                          |
| ---------------------------------------------------------------------------- | --- | --- | ------- | ------------------------------------ |
| Frankreich                                                                   | \| Dienstag, 13. Juni 2006 um 18:00 Uhr in Stuttgart (Gottlieb-Daimler-Stadion) \| \| Zuschauer: 52.000 (ausverkauft) \| \| Schiedsrichter: Walentin Iwanow ( Russland) \| \| Spielbericht \|                                                      | \| Dienstag, 13. Juni 2006 um 18:00 Uhr in Stuttgart (Gottlieb-Daimler-Stadion) \| \| Zuschauer: 52.000 (ausverkauft) \| \| Schiedsrichter: Walentin Iwanow ( Russland) \| \| Spielbericht \|                                                                                     | Schweiz | Aufstellung Frankreich gegen Schweiz |
| Frankreich                                                                   | Fabien Barthez – Willy Sagnol, Lilian Thuram, William Gallas, Éric Abidal – Claude Makélélé, Patrick Vieira – Franck Ribéry (70. Louis Saha), Zinédine Zidane , Sylvain Wiltord (84. Vikash Dhorasoo), Thierry Henry Cheftrainer: Raymond Domenech | Pascal Zuberbühler – Philipp Degen, Patrick Müller (75. Johan Djourou), Philippe Senderos, Ludovic Magnin – Johann Vogel , Raphael Wicky (82. Xavier Margairaz) – Ricardo Cabanas, Tranquillo Barnetta – Alexander Frei, Marco Streller (57. Daniel Gygax) Cheftrainer: Köbi Kuhn | Schweiz | Aufstellung Frankreich gegen Schweiz |
| Frankreich                                                                   | Abidal (64.), Zidane (71.), Sagnol (90.+2') | Magnin (42.), Streller (44.), P. Degen (56.), Cabanas (72.), Frei (90.+3') | Schweiz | Aufstellung Frankreich gegen Schweiz |
| Frankreich                                                                   | - die Schweiz spielte zum ersten Mal bei einer Weltmeisterschaft zu null, davor kassierten sie in 22 Spielen jedes Mal mindestens ein Gegentor | | Schweiz | Aufstellung Frankreich gegen Schweiz |
| Frankreich                                                                   | Spieler des Spiels: Claude Makélélé (Frankreich) | | Schweiz | Aufstellung Frankreich gegen Schweiz |
| Dienstag, 13. Juni 2006 um 18:00 Uhr in Stuttgart (Gottlieb-Daimler-Stadion) | | |         |                                      |
| Zuschauer: 52.000 (ausverkauft)                                              | | |         |                                      |
| Schiedsrichter: Walentin Iwanow ( Russland)                                  | | |         |                                      |
| Spielbericht                                                                 | | |         |                                      |

## Frankreich – Südkorea 1:1 (1:0)
| Frankreich                                                      | Frankreich | Südkorea | Südkorea | Aufstellung                           |
| --------------------------------------------------------------- | --- | --- | -------- | ------------------------------------- |
| Frankreich                                                      | \| Sonntag, 18. Juni 2006 um 21:00 Uhr in Leipzig (Zentralstadion) \| \| Zuschauer: 43.000 (ausverkauft) \| \| Schiedsrichter: Benito Archundia ( Mexiko) \| \| Spielbericht \|                                                                                          | \| Sonntag, 18. Juni 2006 um 21:00 Uhr in Leipzig (Zentralstadion) \| \| Zuschauer: 43.000 (ausverkauft) \| \| Schiedsrichter: Benito Archundia ( Mexiko) \| \| Spielbericht \|                                                                    | Südkorea | Aufstellung Frankreich gegen Südkorea |
| Frankreich                                                      | Fabien Barthez – Willy Sagnol, Lilian Thuram, William Gallas, Éric Abidal – Patrick Vieira, Claude Makélélé, Florent Malouda (88. Vikash Dhorasoo), Wiltord (60. Franck Ribéry) – Zinédine Zidane (90.+1' David Trezeguet) – Thierry Henry Cheftrainer: Raymond Domenech | Lee W. J. – Kim Dong-jin, Kim Young-chul, Choi Jin-cheul, Lee Young-pyo – Park Ji-sung, Lee Ho (69. Kim S.S.), Lee Eul-yong (46. Seol K. H.), Lee Chun-soo (72. Ahn Jung-hwan), Kim Nam-il – Cho Jae-jin Cheftrainer: Dick Advocaat ( Niederlande) | Südkorea | Aufstellung Frankreich gegen Südkorea |
| Frankreich                                                      | 1:0 Henry (9.) | 1:1 Park J. S. (81.) | Südkorea | Aufstellung Frankreich gegen Südkorea |
| Frankreich                                                      | Abidal (79.), Zidane (85.) | Lee Ho (11.), Kim D. J. (29.) | Südkorea | Aufstellung Frankreich gegen Südkorea |
| Frankreich                                                      | - Thierry Henry erzielt das erste Tor Frankreichs bei einer Weltmeisterschaft seit dem WM-Finale 1998 (369 Minuten) | | Südkorea | Aufstellung Frankreich gegen Südkorea |
| Frankreich                                                      | Spieler des Spiels: Park Ji-Sung (Südkorea) | | Südkorea | Aufstellung Frankreich gegen Südkorea |
| Sonntag, 18. Juni 2006 um 21:00 Uhr in Leipzig (Zentralstadion) | | |          |                                       |
| Zuschauer: 43.000 (ausverkauft)                                 | | |          |                                       |
| Schiedsrichter: Benito Archundia ( Mexiko)                      | | |          |                                       |
| Spielbericht                                                    | | |          |                                       |

## Togo – Schweiz 0:2 (0:1)
| Togo                                                              | Togo | Schweiz | Schweiz | Aufstellung                    |
| ----------------------------------------------------------------- | --- | --- | ------- | ------------------------------ |
| Togo                                                              | \| Montag, 19. Juni 2006 um 15:00 Uhr in Dortmund (Westfalenstadion) \| \| Zuschauer: 65.000 (ausverkauft) \| \| Schiedsrichter: Carlos Amarilla ( Paraguay) \| \| Spielbericht \| | \| Montag, 19. Juni 2006 um 15:00 Uhr in Dortmund (Westfalenstadion) \| \| Zuschauer: 65.000 (ausverkauft) \| \| Schiedsrichter: Carlos Amarilla ( Paraguay) \| \| Spielbericht \|                                                                                              | Schweiz | Aufstellung Togo gegen Schweiz |
| Togo                                                              | Kossi Agassa – Massamasso Tchangaï , Assimiou Touré, Daré Nibombé, Richmond Forson – Kuami Agboh (25. Moustapha Salifou), Alaixys Romao, Mamam Cherif Touré (87. Robert Malm), Thomas Dossevi (69. Yao Junior Sènaya) – Emmanuel Adebayor, Mohamed Kader Cheftrainer: Otto Pfister ( Deutschland) | Pascal Zuberbühler – Philipp Degen, Patrick Müller, Philippe Senderos, Ludovic Magnin – Raphaël Wicky, Johann Vogel , Tranquillo Barnetta, Ricardo Cabanas (77. Marco Streller) – Alexander Frei (87. Mauro Lustrinelli), Daniel Gygax (46. Hakan Yakin) Cheftrainer: Köbi Kuhn | Schweiz | Aufstellung Togo gegen Schweiz |
| Togo                                                              | 0:1 Frei (16.) 0:2 Barnetta (88.) | | Schweiz | Aufstellung Togo gegen Schweiz |
| Togo                                                              | Salifou (45.), Adebayor (47.), Romao (53.) | Vogel (90.+2') | Schweiz | Aufstellung Togo gegen Schweiz |
| Togo                                                              | Spieler des Spiels: Alexander Frei (Schweiz) | | Schweiz | Aufstellung Togo gegen Schweiz |
| Montag, 19. Juni 2006 um 15:00 Uhr in Dortmund (Westfalenstadion) | | |         |                                |
| Zuschauer: 65.000 (ausverkauft)                                   | | |         |                                |
| Schiedsrichter: Carlos Amarilla ( Paraguay)                       | | |         |                                |
| Spielbericht                                                      | | |         |                                |

Besonderheiten:
- Die beiden Mannschaften haben die WM-2002-Überraschungsmannschaften Senegal und Türkei während der Qualifikation ausgeschaltet. Beide Mannschaften trafen sich auch gegenseitig im Viertelfinale.

## Togo – Frankreich 0:2 (0:0)
| Togo                                                              | Togo | Frankreich | Frankreich | Aufstellung                       |
| ----------------------------------------------------------------- | --- | --- | ---------- | --------------------------------- |
| Togo                                                              | \| Freitag, 23. Juni 2006 um 21:00 Uhr in Köln (Rheinenergiestadion) \| \| Zuschauer: 45.000 (ausverkauft) \| \| Schiedsrichter: Jorge Larrionda ( Uruguay) \| \| Spielbericht \| | \| Freitag, 23. Juni 2006 um 21:00 Uhr in Köln (Rheinenergiestadion) \| \| Zuschauer: 45.000 (ausverkauft) \| \| Schiedsrichter: Jorge Larrionda ( Uruguay) \| \| Spielbericht \|                                                                                           | Frankreich | Aufstellung Togo gegen Frankreich |
| Togo                                                              | Kossi Agassa – Massamasso Tchangaï, Jean-Paul Abalo , Daré Nibombé, Richmond Forson – Moustapha Salifou, Mamam Cherif Touré (59. Adekanmi Olufade), Yao Junior Sènaya, Yao Aziawonou – Emmanuel Adebayor (75. Thomas Dossevi), Mohamed Kader Cheftrainer: Otto Pfister ( Deutschland) | Fabien Barthez – Willy Sagnol, Lilian Thuram, William Gallas, Mickaël Silvestre – Patrick Vieira (81. Alou Diarra), Claude Makélélé, Florent Malouda (74. Sylvain Wiltord), Franck Ribéry (77. Sidney Govou) – David Trezeguet, Thierry Henry Cheftrainer: Raymond Domenech | Frankreich | Aufstellung Togo gegen Frankreich |
| Togo                                                              | 0:1 Vieira (55.) 0:2 Henry (62.) | | Frankreich | Aufstellung Togo gegen Frankreich |
| Togo                                                              | Aziawonou (38.), Mamam (44.), Salifou (88.) | Makelele (30.) | Frankreich | Aufstellung Togo gegen Frankreich |
| Togo                                                              | Spieler des Spiels: Patrick Vieira (Frankreich) | | Frankreich | Aufstellung Togo gegen Frankreich |
| Freitag, 23. Juni 2006 um 21:00 Uhr in Köln (Rheinenergiestadion) | | |            |                                   |
| Zuschauer: 45.000 (ausverkauft)                                   | | |            |                                   |
| Schiedsrichter: Jorge Larrionda ( Uruguay)                        | | |            |                                   |
| Spielbericht                                                      | | |            |                                   |

## Schweiz – Südkorea 2:0 (1:0)
| Schweiz                                                     | Schweiz | Südkorea | Südkorea | Aufstellung                        |
| ----------------------------------------------------------- | --- | --- | -------- | ---------------------------------- |
| Schweiz                                                     | \| Freitag, 23. Juni 2006 um 21:00 Uhr in Hannover (AWD-Arena) \| \| Zuschauer: 43.000 (ausverkauft) \| \| Schiedsrichter: Horacio Elizondo ( Argentinien) \| \| Spielbericht \|                                                                                                  | \| Freitag, 23. Juni 2006 um 21:00 Uhr in Hannover (AWD-Arena) \| \| Zuschauer: 43.000 (ausverkauft) \| \| Schiedsrichter: Horacio Elizondo ( Argentinien) \| \| Spielbericht \|                                                         | Südkorea | Aufstellung Schweiz gegen Südkorea |
| Schweiz                                                     | Pascal Zuberbühler – Philipp Degen, Patrick Müller, Philippe Senderos (53. Johan Djourou), Christoph Spycher – Raphaël Wicky (88. Valon Behrami), Johann Vogel , Tranquillo Barnetta, Ricardo Cabanas – Alexander Frei, Hakan Yakin (71. Xavier Margairaz) Cheftrainer: Köbi Kuhn | Lee Woon-jae – Kim Dong-jin, Lee Young-pyo (63. Ahn Jung-hwan), Choi Jin-cheul, Kim Jin-kyu – Park Ji-sung, Lee Ho, Lee Chun-soo, Kim Nam-il, Park Chu-young (66. Seol Ki-hyeon) – Cho Jae-jin Cheftrainer: Dick Advocaat ( Niederlande) | Südkorea | Aufstellung Schweiz gegen Südkorea |
| Schweiz                                                     | 1:0 Senderos (23.) 2:0 Frei (77.) | | Südkorea | Aufstellung Schweiz gegen Südkorea |
| Schweiz                                                     | Senderos (43.), Yakin (55.), Wicky (69.), Spycher (82.), Djourou (90.) | Park C. Y. (23.), Kim J. K. (37.), Choi J. C. (78.), Ahn J. H. (78.), Lee C. S. (80.) | Südkorea | Aufstellung Schweiz gegen Südkorea |
| Schweiz                                                     | - die Schweiz blieb in der Gruppenrunde als einzige Mannschaft ohne Gegentreffer | | Südkorea | Aufstellung Schweiz gegen Südkorea |
| Schweiz                                                     | Spieler des Spiels: Alexander Frei (Schweiz) | | Südkorea | Aufstellung Schweiz gegen Südkorea |
| Freitag, 23. Juni 2006 um 21:00 Uhr in Hannover (AWD-Arena) | | |          |                                    |
| Zuschauer: 43.000 (ausverkauft)                             | | |          |                                    |
| Schiedsrichter: Horacio Elizondo ( Argentinien)             | | |          |                                    |
| Spielbericht                                                | | |          |                                    |